# Hermann Przyrembel

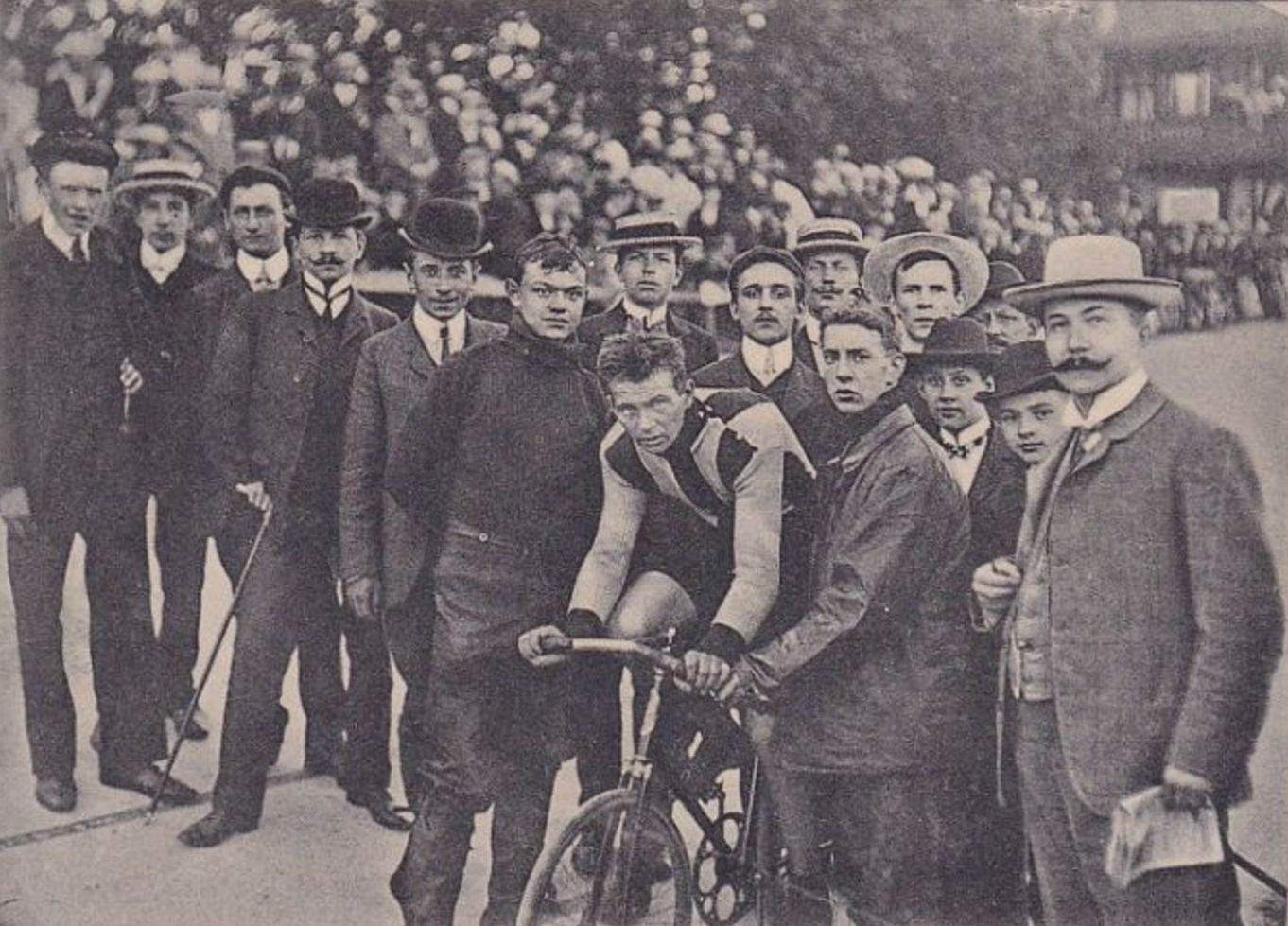
Hermann Przyrembel, vainqueur du prix des stayers allemands à Leipzig, 1905

Hermann Przyrembel, né le 22 janvier 1882 à Berlin et mort à une date inconnue, est un coureur cycliste et driver allemand.

## Biographie
Hermann Przyrembel est l'aîné de 4 frères. Emil,, Otto et Hugo qui ont tous pratiquer le cyclisme comme coureur et /ou entraineur de demi-fond.
Après l'école, Hermann entreprend une formation dans l'hôtellerie, mais l'interrompt pour se consacrer au cyclisme à partir de 1901.
Il débute comme amateur sur la piste du vélodrome de Treptow. Au printemps 1903, il fait une chute  et se casse la clavicule. Après sa convalescence, il se tourne vers le demi-fond entrainé par son frère Emil et Bajorath mais il se casse de nouveau la clavicule, le 25 septembre à Breslau. Il reprend au vélodrome d'hiver à Paris, en novembre 1904,, puis recommence comme sprinteur, avec une deuxième place comme meilleur résultat.
Au cours des années suivantes, entrainé par Gustav Geppert, il obtient de bons résultats en demi-fond et est considéré comme l'adversaire le plus sérieux d'Arthur Stellbrink sur la piste de Treptow. Il arrive aussi à battre Arthur Vanderstuyft et Peter Günther.
Il est grièvement blessé en août 1907 à Breslau par l'explosion du moteur de la moto de son entraineur,, et se casse la clavicule à Plauen en 1908.
Après avoir terminé sa carrière de cycliste à la fin de 1913, il se tourne vers le trot attelé.

## Palmarès sur piste

### Championnat d'Allemagne
- 2e des championnats d'Allemagne de demi-fond en 1907

### Autres
- Petite Roue d'Or de Steglitz : 1907[12]
- Chaîne d'Or de Chemnitz[13]
- Roue d'Or de Treptow : 1909